# Tambakrejo (Magetan)
Tambakrejo is een bestuurslaag in het regentschap Magetan van de provincie Oost-Java, Indonesië. Tambakrejo telt 1093 inwoners (volkstelling 2010).